# L'Estréchure
 L'Estréchure  es una población y comuna francesa, en la región de Languedoc-Rosellón, departamento de Gard, en el distrito de Le Vigan y cantón de Saint-André-de-Valborgne.

## Demografía
| 228 | 176 | 158 | 150 | 140 | 143 |
| Para los censos de 1962 a 1999 la población legal corresponde a la población sin duplicidades (Fuente: INSEE [Consultar]) |     |     |     |     |     |